# Sorcha Cusack
Sorcha Cusack és una actriu irlandesa.

## Biografia
És filla dels actors Cyril Cusack i Mary Margaret "Maureen" Kiely-Cusack.
Té quatre germans: Paul Cusack (director), Padraig Cusack (productor), Niamh Cusack (actriu) i Sinéad Cusack (actriu), i una mitjana germana: Catherine Cusack (actriu).
És tia dels actors Max Irons i Samuel Irons, del polític Richard Boyd Barrett, i de Megan i Kitty Cusack.
Sorcha és casada amb l'actor Nigel Cooke, la parella té dos fills, Liam Cusack i Beth Cusack.

## Cursa
El 1973 va interpretar Jane Eyre a la minisèrie Jane Eyre.
El 1974 va aparèixer a la minisèrie Napoleon and Love on va donar vida a Hortense.
El 1990 va aparèixer per primera vegada com a convidada a la sèrie Screenplay on va interpretar Angela Ungureanu durant l'episodi "Shoot the Revolution", més tard aquest mateix any va tornar a aparèixer a la sèrie ara interpretant Grania en l'episodi "August Saturday".
El 1991 va aparèixer a l'obra de teatre The Playboy of the Western World amb la seva germana Niamh Cusack.
El 17 de setembre de 1994 es va unir a l'elenc principal de la sèrie mèdica Casualty on va interpretar la infermera Kate Wilson fins al 8 de novembre de 1997.
Aquell mateix any va interpretar la reina d'Anglaterra Elizabeth a la minisèrie Shakespeare: The Animated Tales.
El 1999 es va unir a l'elenc de la minisèrie Eureka Street on va interpretar Caroline.
El 2000 va interpretar el paper de la mare de Mickey O'Neill (Brad Pitt) al film de Guy Ritchie Snatch, compartint elenc amb Benicio del Toro, Jason Statham, Stephen Graham, Alan Ford o Dennis Farina.
El 4 de febrer de 2008 va aparèixer per primera vegada com a personatge recurrent a la sèrie Coronation Street on va interpretar Helen Connor, la mare de Liam Connor (Rob James-Collier), Michelle Connor (Kym Marsh) i Paul Connor (Sean Gallagher). Posteriorment el personatge d'Helen va ser interpretat per l'actriu Dearbhla Molloy.
El 2011 va aparèixer com a convidada a la sèrie Silent Witness on va interpretar Miranda Silverlake, anteriorment havia aparegut per primera vegada a la sèrie el 2003 on va interpretar Denise Morris durant els episodis "Beyond Guilt: Part 1 & 2".
Aquest mateix any va aparèixer com a convidada a la sèrie Mrs. Brown's Boys on va interpretar a la mestressa de casa Hilary Sheridan-Nicholson, l'esposa de Johnathan Nicholson i mare de la infermera Maria Brown (Fiona O'Carroll).
Des del 2013 es va unir a l'elenc principal de la sèrie Father Brown on interpreta la senyora Bridgette McCarthy, la mestressa de claus i secretària de la parròquia St. Mary.
El 2014 va interpretar Juno en el drama de la ràdio Juno and the Peacock.
El 2015 es va unir a l'elenc principal de la sèrie River on interpreta Bridie Stevenson, la matriarca de la família Stevenson.

## Filmografia

### Sèries de televisió
| Año         | Sèrie                               | Personatge           | Notes                                             |
| ----------- | ----------------------------------- | -------------------- | ------------------------------------------------- |
| 2015        | River                               | Bridie Stevenson     | 5 episodis                                        |
| 2013 - 2022 | Father Brown                        | Bridgette McCarthy   | 98 episodis                                       |
| 2012        | Merlin                              | Finna                | episodi "The Kindness of Strangers"               |
| 2012        | White Heat                          | Orla                 | episodio "The Sea of Trees" - minisèrie           |
| 2012        | Love Life                           | Liz                  | 2 episodis                                        |
| 2011        | Lewis                               | Prof. Joanna Pinnock | episodi "Wild Justice"                            |
| 2011        | Mrs. Brown's Boys                   | Hilary Nicholson     | 2 episodis                                        |
| 2011        | Silent Witness                      | Miranda Silverlake   | 2 episodis                                        |
| 2010 - 2011 | Pete Versus Life                    | Noreen               | 6 episodis                                        |
| 2009        | The Royal                           | Sinead Donahue       | 2 episodis                                        |
| 2008        | Coronation Street                   | Helen Connor         | 19 episodis                                       |
| 2006        | Dalziel and Pascoe                  | Kath Heaton          | episodi "Glory Days: Part 2"                      |
| 2006        | Judge John Deed                     | Gerry Lyon           | episodi "One Angry Man"                           |
| 2004        | Coming Up                           | Madre                | episodi "Tame"                                    |
| 2004        | Pulling Moves                       | Concepta McCluskey   | episodi "The Pirate and the Choirboys"            |
| 2004        | The Inspector Lynley Mysteries      | Nan Maiden           | episodi "In Pursuit of the Proper Sinner"         |
| 2002        | Playing the Field                   | Ruth Hobbs           | 2 episodis                                        |
| 1999        | Eureka Street                       | Caroline             | 3 episodis - minisèrie                            |
| 1994 - 1997 | Casualty                            | Kate Wilson          | 75 episodis                                       |
| 1994        | Shakespeare: The Animated Tales     | Reina Elizabeth      | episodi "King Richard III" - minisèrie            |
| 1994        | The Bill                            | Mrs. Beatty          | episodi "All the Comforts of Home"                |
| 1993        | Rides                               | Betty                | episodi # 2.5                                     |
| 1993        | Maigret                             | Blanche Lamotte      | episodi "Maigret and the Minister"                |
| 1993        | Agatha Christie's Poirot            | Margaret Opalsen     | episodi "Jewel Robbery at the Grand Metropolitan" |
| 1992        | Inspector Morse                     | Joyce Garrett        | episodi "Cherubim & Seraphim"                     |
| 1991        | Boon                                | Kathleen Roach       | episodi "Trial and Error"                         |
| 1990        | Screenplay                          | Grania               | episodi "August Saturday"                         |
| 1990        | The Real Charlotte                  | Lucy Lambert         | 2 episodis - minisèrie                            |
| 1989        | Confessional                        | Mrs. Malone          | episodi # 1.3                                     |
| 1988        | The Modern World: Ten Great Writers | Molly Bloom          | episodi "James Joyce's 'Ulysses'" - minisèrie     |
| 1980        | The Square Leopard                  | Nesta Wright         | 6 episodis                                        |
| 1980        | Spy!                                | Inge Pohl            | episodi "The Murder Machine"                      |
| 1977        | The Velvet Glove                    | Ursula               | episodi "Married Love"                            |
| 1974        | Rooms                               | Sally                | 2 episodis                                        |
| 1974        | Napoleon and Love                   | Hortense             | 5 episodis - minisèrie                            |
| 1974        | Within These Walls                  | Elaine Reynolds      | episodi "A Sense of Duty"                         |
| 1973        | Jane Eyre                           | Jane Eyre            | 5 episodis - minisèrie                            |

### Pel·lícules
| Any  | Programa               | Personatge  | Notes                                                                                        |
| ---- | ---------------------- | ----------- | -------------------------------------------------------------------------------------------- |
| 2016 | Modern Life Is Rubbish | Mary        | amb Ian Hart, Tom Riley, Jessie Cave, Steven Mackintosh, Freya Mavor i Matt Milne            |
| 2000 | Snatch                 | Mamà O'Neil |                                                                                              |
| 1982 | Angel                  | Mary        | amb Veronica Quilligan, Stephen Rea, Ian McElhinney, Derek Lord, Ray McAnally i Donal McCann |

### Ràdio
| Any | Programa             | Personatge | Notes |
| --- | -------------------- | ---------- | ----- |
| -   | Juno and the Paycock | Juno Boyle | -     |
| -   | Baldi                | -          | -     |

### Teatre
| Any  | Obra                             | Personatge    | Director (a)    | Teatre             | Notes                                                               |
| ---- | -------------------------------- | ------------- | --------------- | ------------------ | ------------------------------------------------------------------- |
| 2006 | King John                        | Reina Eleanor | -               | RSC Theatre        | amb Richard McCabe, Joseph Millson, Morven Christie i Tamsin Greig  |
| 2006 | Romeo & Juliet                   | -             | Katrina Lindsay | RSC Theatre        | amb Rupert Evans i Morven Christie                                  |
| 2002 | The Wonder of Sex                | -             | -               | -                  | -                                                                   |
| 2002 | South Pacific                    | -             | -               | -                  | -                                                                   |
| 2002 | Gagarin Way                      | -             | -               | -                  | -                                                                   |
| 2002 | Jitney                           | -             | -               | -                  | -                                                                   |
| 2002 | The Goodhope                     | -             | -               | -                  | -                                                                   |
| 2002 | Luther                           | -             | -               | -                  | -                                                                   |
| 2002 | Cloudstreet                      | -             | -               | -                  | -                                                                   |
| 2002 | All My Sons                      | -             | -               | -                  | -                                                                   |
| 2002 | Humble Boy                       | -             | -               | -                  | -                                                                   |
| 2002 | Mother Clap's Molly House        | -             | -               | -                  | -                                                                   |
| 2002 | The Relapse                      | -             | -               | -                  | -                                                                   |
| 2002 | Howard Katz                      | -             | -               | -                  | -                                                                   |
| 2002 | The Good Woman of Setzuan        | -             | -               | -                  | -                                                                   |
| 2001 | The Ramayana                     | -             | -               | -                  | -                                                                   |
| 2001 | Finding the Sun                  | -             | -               | -                  | -                                                                   |
| 2001 | Marriage Play                    | -             | -               | -                  | -                                                                   |
| 2001 | The Far Side of the Moon         | -             | -               | -                  | -                                                                   |
| 2001 | Singin in the Musical            | -             | -               | -                  | -                                                                   |
| 2001 | Mnemonic                         | -             | -               | -                  | -                                                                   |
| 2001 | The Winter's Tale                | -             | -               | -                  | -                                                                   |
| 2001 | A Midsummer's Night Dream        | -             | -               | -                  | -                                                                   |
| 2001 | No Man's Land                    | -             | -               | -                  | -                                                                   |
| 2001 | The Walls                        | -             | -               | -                  | -                                                                   |
| 2001 | The Playboy of the Western World | -             | -               | -                  | -                                                                   |
| 2001 | My Fair Lady                     | -             | -               | -                  | -                                                                   |
| 2001 | De Profundis                     | -             | -               | -                  | -                                                                   |
| 2001 | In Extremis                      | -             | -               | -                  | -                                                                   |
| 2001 | Remembrance of Things Past       | -             | -               | -                  | -                                                                   |
| 2001 | Life X 3                         | -             | -               | -                  | -                                                                   |
| 2001 | Further Than the Furthest Thing  | -             | -               | -                  | -                                                                   |
| 2001 | The Cherry Orchard               | -             | -               | -                  | -                                                                   |
| 2000 | Noises Off                       | -             | -               | -                  | -                                                                   |
| 2000 | Peer Gynt                        | -             | -               | -                  | -                                                                   |
| 2000 | Singin in the Rain               | -             | -               | -                  | -                                                                   |
| 2000 | The Heiress                      | -             | -               | -                  | -                                                                   |
| 2000 | The Waiting Room                 | -             | -               | -                  | -                                                                   |
| 2000 | Blue/Orange                      | -             | -               | -                  | -                                                                   |
| 2000 | Albert Speer                     | -             | -               | -                  | -                                                                   |
| 2000 | History of the Comedy            | -             | -               | -                  | -                                                                   |
| 2000 | All My Sons                      | -             | -               | -                  | -                                                                   |
| 2000 | Hamlet                           | -             | -               | -                  | -                                                                   |
| 2000 | Romeo and Juliet                 | -             | -               | -                  | -                                                                   |
| 2000 | House + Garden                   | -             | -               | -                  | -                                                                   |
| 2000 | House + Garden                   | -             | -               | -                  | -                                                                   |
| 1998 | Give Me Your Answer, Do!         | -             | Robin Lefevre   | Hampstead Theatre  | amb Geraldine James, John Woodvine, Gawn Grainger i Margaret Tyzack |
| 1992 | Dancing at Lughnasa              | -             | Patrick Mason   | Garrick Theatre    | amb Orla Charlton i Michael Jayston                                 |
| 1991 | Dancing at Lughnasa              | -             | Patrick Mason   | Garrick Theatre    | amb Brid Brennan, Catherine Byrne, Robert Gwilym i Alec McCowen     |
| 1991 | The Playboy of the Western W.    | -             | Jude Kelly      | -                  | amb Niamh Cusack i Reece Dinsdale                                   |
| 1990 | The Three Sisters                | -             | Adrian Noble    | Royal Theatre      | amb Niamh Cusack, Sinead Cusack, Cyril Cusack i Lesley Manville     |
| 1989 | Carthaginians                    | -             | -               | Hampstead Theatre  | amb David Herlihy                                                   |
| 1981 | The Duchess of Malfi             | -             | Adrian Noble    | Roundhouse Theatre | amb Helen Mirren, Bob Hoskins, Robert Reynolds i Pete Postlethwaite |